# صناجة (آلة موسيقية)

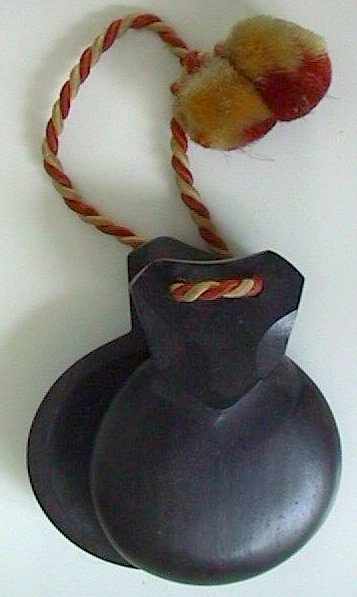
صناجة.

الصَنّاجة (الجمع: صَنَّاجات) أو الصَّنْج (الجمع: صُنُوج) هي آلة إيقاعية، وتستخدم كثيراً في الموسيقى الإسبانية والمغربية والعثمانية والمصرية القديمة والرومانية القديمة والإيطالية والبرتغالية ودول أمريكا اللاتينية. والصناجات عادة مصنوعة من الخشب الصلب، إلا أنّ الألياف الزجاجية تُصبح أكثر شعبية.

## أصل الصنوج
أصل الصنوج ليس معروفاً. ممارسة الضغط المحمولة باليد والعصي معًا لمرافقة الرقص قديم، وكان يمارسه كل من الإغريق والمصريون. في أكثر الأزمنة الحديثة، يمكن أيضاً اعتبار الملاعق والعظام المستخدمة في الفرقة الموسيقية أشكال من الصنج. وكانت الصنوج في بلاد الرافدين نوعان: صنوج التصويت وصنوج الهاتف؛ فالنوع الأول: هو عبارة عن قطع صغيرة مستديرة من النحاس تستعملها الراقصات، والنوع الثاني: هو من الصنوج المعهودة وهي صفيحتان مستديرتان من النحاس تستعمل في الطقوس الدينية والاحتفالات.